# Conomitrium dussianum
Conomitrium dussianum är en bladmossart som beskrevs av Bescherelle 1902. Conomitrium dussianum ingår i släktet Conomitrium och familjen Fissidentaceae. Inga underarter finns listade i Catalogue of Life.